# Министър-председател на Испания
Министър-председателят на Испания, официално председател на правителството на Испания (на испански: Presidente del Gobierno de España), е ръководителят на правителството в страната.
Сегашната длъжност е създадена през 1978 г. с приемането на конституцията. Номинира се от монарха, но подлежи на одобрение от долната камара на парламента. На практика това е лидерът на най-голямата политическа партия. Тъй като текущата практика в Испания е кралят да действа по съвет на своите министри, на практика министър-председателят е глава на изпълнителната власт.
Наименованието „председател“ датира от царуването на Исабела II, по-точно от 1834 г., когато по време на регентството на Мария-Кристина Бурбонска е възприето официално името „председател на Министерския съвет“ на испански: Presidente del Consejo de Ministros по подобие на френската Юлска монархия (1830). Името се запазва до края на Втората испанска република през 1939 г. Преди 1834 г. постът се нарича държавен секретар (на испански: Secretario de Estado), днес така се наричат помощник-министрите.

## Списък на министър-председателите
| #  | Име                         | Мандат      | Политическа партия                          |
| -- | --------------------------- | ----------- | ------------------------------------------- |
| 1. | Карлос Ариас Наваро         | 1975 – 1976 | Национално движение                         |
| 2. | Адолфо Суарес               | 1976 – 1981 | Национално движение / Демократически център |
| 3. | Леополдо Калво-Сотело       | 1981 – 1982 | Демократически център                       |
| 4. | Фелипе Гонсалес             | 1982 – 1996 | ИСРП                                        |
| 5. | Хосе Мария Аснар            | 1996 – 2004 | Народна партия                              |
| 6. | Хосе Луис Родригес Сапатеро | 2004 – 2011 | ИСРП                                        |
| 7. | Мариано Рахой               | 2011 – 2018 | Народна партия                              |
| 8. | Педро Санчес                | 2018 –      | ИСРП                                        |